# Obiekty sakralne w Jeleniej Górze

Herb Jeleniej Góry

Na terenie Jeleniej Góry zlokalizowanych jest kilkadziesiąt świątyń różnych wyznań, w tym dziewięć kościołów rzymskokatolickich, jeden polskokatolicki, jedna cerkiew, sześć świątyń protestanckich oraz dwie Sale Królestwa Świadków Jehowy (w tym jeden kompleks). Do najstarszych z nich należą XVI-wieczna Bazylika św. Erazma i św. Pankracego, a także Kościół Podwyższenia Krzyża Świętego z 1709 r. Kościół Matki Boskiej Królowej Polski i św. Franciszka z Asyżu znajduje się obecnie w budowie.

## Świątynie katolickie

### Obrządek łaciński
| Nazwa                                                          | Zdjęcie                  | Funkcja                  | Adres                      | Parafia                                                | Okres powstania          | Źródło                   |
| Dekanat Legnica – Wschód                                       | Dekanat Legnica – Wschód | Dekanat Legnica – Wschód | Dekanat Legnica – Wschód   | Dekanat Legnica – Wschód                               | Dekanat Legnica – Wschód | Dekanat Legnica – Wschód |
| -------------------------------------------------------------- | ------------------------ | ------------------------ | -------------------------- | ------------------------------------------------------ | ------------------------ | ------------------------ |
| Kościół Podwyższenia Krzyża Świętego                           |                          | parafialny               | ul. 1 Maja 45              | Podwyższenia Krzyża Świętego                           | 1709 r.                  | [ 1 ]                    |
| Kościół św. Jana Apostoła i Ewangelisty                        |                          | parafialny               | pl. św. Jana Ewangelisty 1 | św. Jana Apostoła i Ewangelisty                        | 1990-1992 r.             | [ 2 ]                    |
| Kościół św. Judy Tadeusza                                      |                          | parafialny               | ul. Czarnoleska 2          | św. Judy Tadeusza                                      | 1990-2006 r.             | [ 3 ] [ 4 ]              |
| Kościół Świętych Apostołów Piotra i Pawła                      |                          | parafialny               | ul. Wrocławska 58          | Świętych Apostołów Piotra i Pawła                      | XVIII wiek               | [ 5 ]                    |
| Kościół św. Wojciecha                                          |                          | parafialny               | ul. Moniuszki 12           | św. Wojciecha                                          | XVIII w.                 | [ 6 ]                    |
| Dekanat Legnica – Zachód                                       |                          |                          |                            |                                                        |                          |                          |
| Kościół Matki Boskiej Królowej Polski i św. Franciszka z Asyżu |                          | parafialny               | ul. Morcinka 8a            | Matki Boskiej Królowej Polski i św. Franciszka z Asyżu | budowa nieukończona      | [ 7 ]                    |
| Bazylika św. Erazma i św. Pankracego                           |                          | parafialny               | Plac Kościelny 1-2         | św. Erazma i Pankracego                                | XVI w.                   | [ 8 ]                    |
| Kościół Matki Bożej Miłosierdzia                               |                          | parafialny               | ul. PCK 23                 | Matki Bożej Miłosierdzia                               | 1986-1990 r.             | [ 9 ]                    |
| Kościół św. Jana Chrzciciela                                   |                          | parafialny               | ul. Cieplicka 9            | św. Jana Chrzciciela                                   | 1712-1714 r.             | [ 10 ]                   |

### Kościół Polskokatolicki
| Świątynia                               | Zdjęcie | Adres            | Parafia                         | Okres powstania | Źródło |
| --------------------------------------- | ------- | ---------------- | ------------------------------- | --------------- | ------ |
| Kościół Matki Bożej Nieustającej Pomocy |         | ul. Wolności 213 | Matki Bożej Nieustającej Pomocy | 1869            | [ 11 ] |

## Świątynie prawosławne
| Świątynia                      | Zdjęcie | Adres         | Parafia                | Okres powstania | Źródło |
| ------------------------------ | ------- | ------------- | ---------------------- | --------------- | ------ |
| Cerkiew św. Męczennika Stefana |         | ul. 1 Maja 40 | św. Męczennika Stefana | 1737 r.         | [ 12 ] |

## Świątynie protestanckie
| Świątynia                                | Wyznanie                           | Zdjęcie | Adres                      | Okres powstania | Źródło |
| ---------------------------------------- | ---------------------------------- | ------- | -------------------------- | --------------- | ------ |
| Kościół Zbawiciela                       | Kościół Ewangelicko-Augsburski     |         | pl. Piastowski 18          | 1774-1777 r.    | [ 13 ] |
| Zbór Kościoła Zielonoświątkowego         | Kościół Zielonoświątkowy           |         | ul. Wolności 32            |                 | [ 14 ] |
| Zbór Kościoła Ewangelicznych Chrześcijan | Kościół Ewangelicznych Chrześcijan |         |                            |                 |        |
| Zbór Kościoła Adwentystów Dnia Siódmego  | Kościół Adwentystów Dnia Siódmego  |         | ul. Panieńska 36           | 1929 r.         | [ 15 ] |
| Zbór Kościoła Bożego w Chrystusie        | Kościół Boży w Chrystusie          |         | ul. Sebastiana Klonowica 7 | 1882 r.         | [ 16 ] |
| Zbór Kościoła Nowoapostolskiego          | Kościół Nowoapostolski             |         | ul. Józefa Piłsudskiego 56 |                 | [ 17 ] |

## Sale Królestwa Świadków Jehowy
| Obiekt         | Zbory | Adres                 |
| -------------- | --- | --------------------- |
| Sala Królestwa | Jelenia Góra-Południe, Jelenia Góra-Północ, Jelenia Góra-Wschód, Jelenia-Góra-Zachód (w tym grupa ukraińskojęzyczna) | ul. Paderewskiego 36A |
| Sala Królestwa | Jelenia Góra-Cieplice-Północ, Jelenia Góra-Cieplice-Południe                                                         | ul. Mieszka I 4A      |